# Bartošova Lehôtka
Bartošova Lehôtka (in ungherese Bartos) è un comune della Slovacchia facente parte del distretto di Žiar nad Hronom, nella regione di Banská Bystrica.